# Feuerradbaum
Der Feuerradbaum (Stenocarpus sinuatus) ist eine Pflanzenart in der Familie der Silberbaumgewächse (Proteaceae). Sie ist im östlichen Australien beheimatet und wird als Zierpflanze verwendet.

## Beschreibung

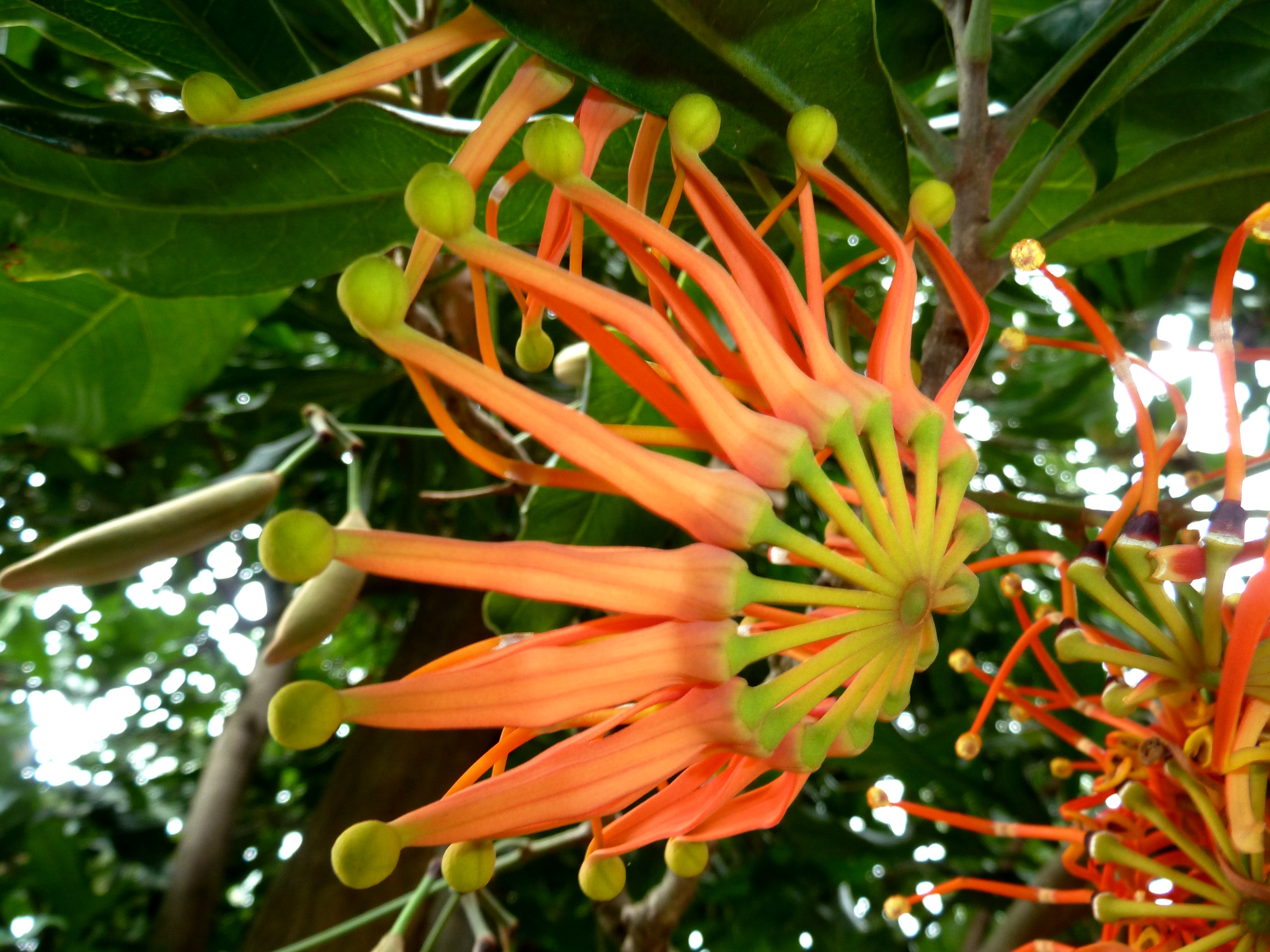
Jüngerer Blütenstand

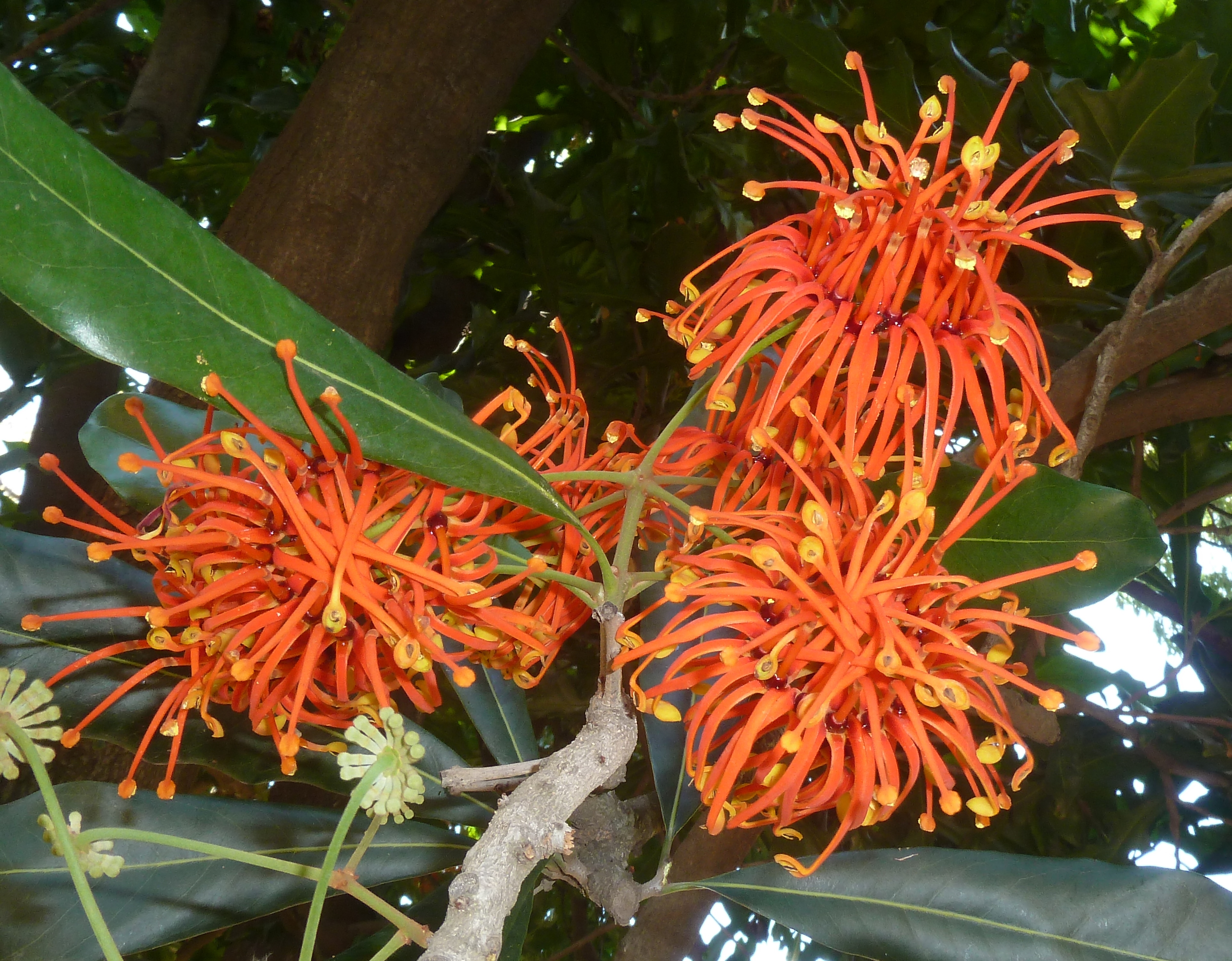
Blütenstände des Feuerradbaumes

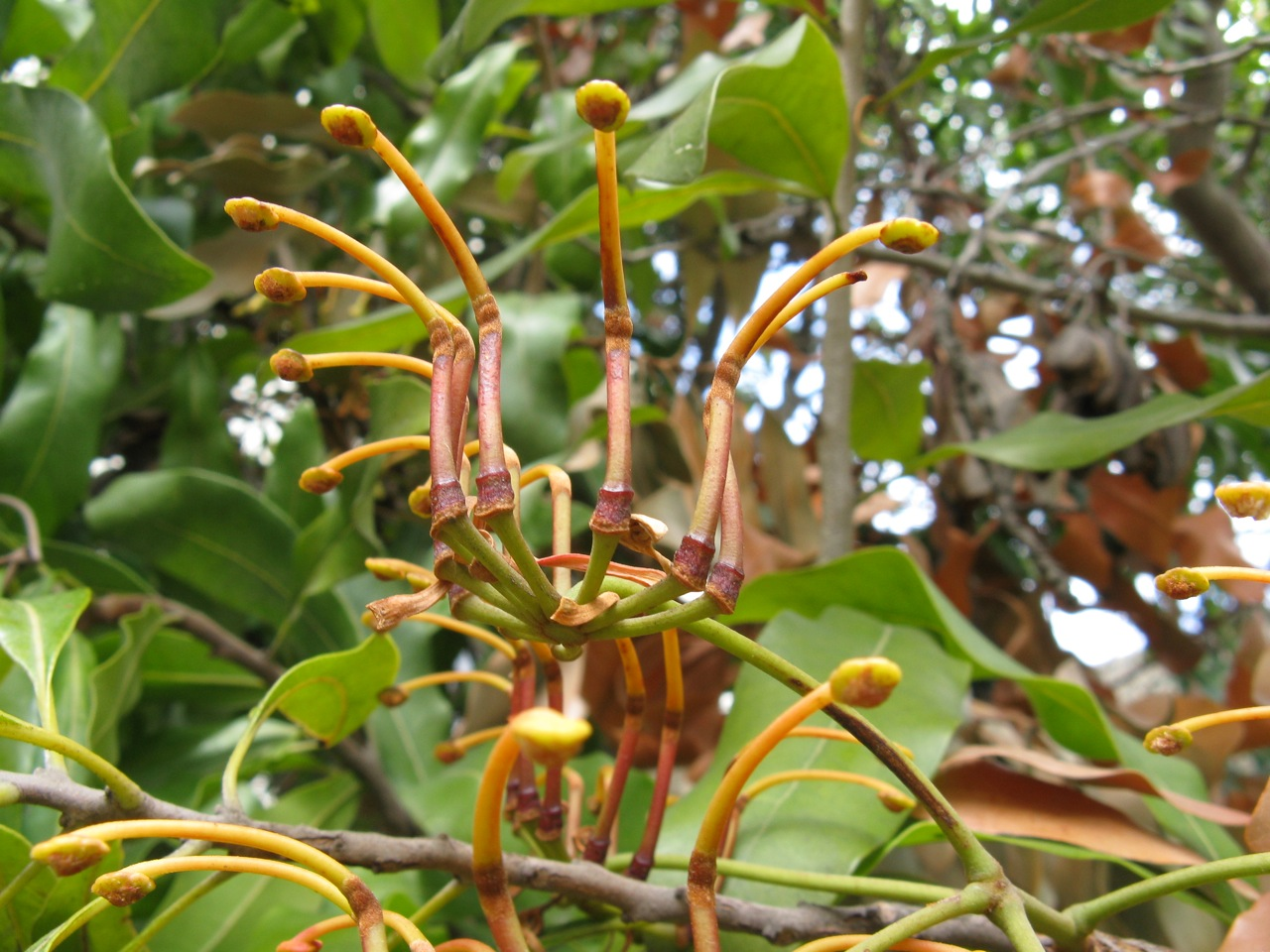
Gynophore Fruchtknoten mit dickem Griffel und großer, scheibiger Narbe/Pollenpresenter, nachdem das Perianth abgefallen ist

Der Feuerradbaum wächst als immergrüner Baum, der Wuchshöhen von etwa 10 bis über 25 Meter erreichen kann und sehr langsamwachsend ist. Der Stammdurchmesser erreicht bis 75 Zentimeter. Die aufrecht wachsenden Stämme besitzen eine dicke, relativ glatte, leicht rissig bis schuppige und gräulich-braune Rinde. Es wird eine dichte Krone gebildet. 
Die wechselständigen, schraubigen und kurz gestielten Laubblätter besitzen eine Länge von bis zu 30 Zentimeter, sind oberseits glänzend dunkelgrün und kahl. Die ledrigen, ganzrandigen und meist stumpfen oder rundspitzigen, manchmal eingebuchteten Blätter sind ganz, wellig, verkehrt-eiförmig, -eilanzettlich bis elliptisch, lanzettlich oder bei jungen Blättern gelappt bis zerschnitten bis grob gezähnt. Die Nervatur ist fein gefiedert mit undeutlichen Seitenadern.
Der Feuerradbaum ist protandrisch, also vormännlich. Seinen leuchtend orange-roten Blüten, die in fein behaarten, end- oder achselständigen doldigen Blütenständen mit einem Durchmesser von bis zu 10 Zentimeter zusammenstehen, verdankt er den Trivialnamen Feuerradbaum (nach englisch „Firewheel-tree“). Die gestielten, vierzähligen Blüten sind zwittrig mit einfacher Blütenhülle. Der dicke Blütenstiel besitzt oben ein „Gelenk“. Die schlanken, bis 3 Zentimeter langen Tepalen sind löffelförmig, sie stehen erst schmal-kegelig zusammen und spreizen sich dann im unteren Teil, nur die Löffelschalen bleiben zuerst kugelig zusammen. Die Tepalen fallen dann ab und nur die gestielten Fruchtknoten mit Griffeln mit Narbe/Pollenpresenter bleiben erhalten. Die Staubblätter sind sitzend, innen, oben in den Löffelschalen der Petalen angeheftet. Der rostig behaarte Fruchtknoten ist lang gestielt an einem dicken Gynophor. Der lange, kahle Griffel ist dick mit scheibenförmiger Narbe (bzw. Pollenpresenter). Es findet „sekundäre Pollenpräsentation“ statt. Es sind scheidenförmige Nektarien unten am Gynophor vorhanden.
Die holzig-ledrigen Balgfrüchte sind bei einer Länge von 5 bis 10 Zentimeter, ei- bis spindelförmig oder verkehrt-eiförmig und zugespitzt, sie flachen sich zur Reife ab. Die flachen, länglichen Samen sind einseitig geflügelt und mit mebranösem Flügel etwa 2,5–3 Zentimeter lang.

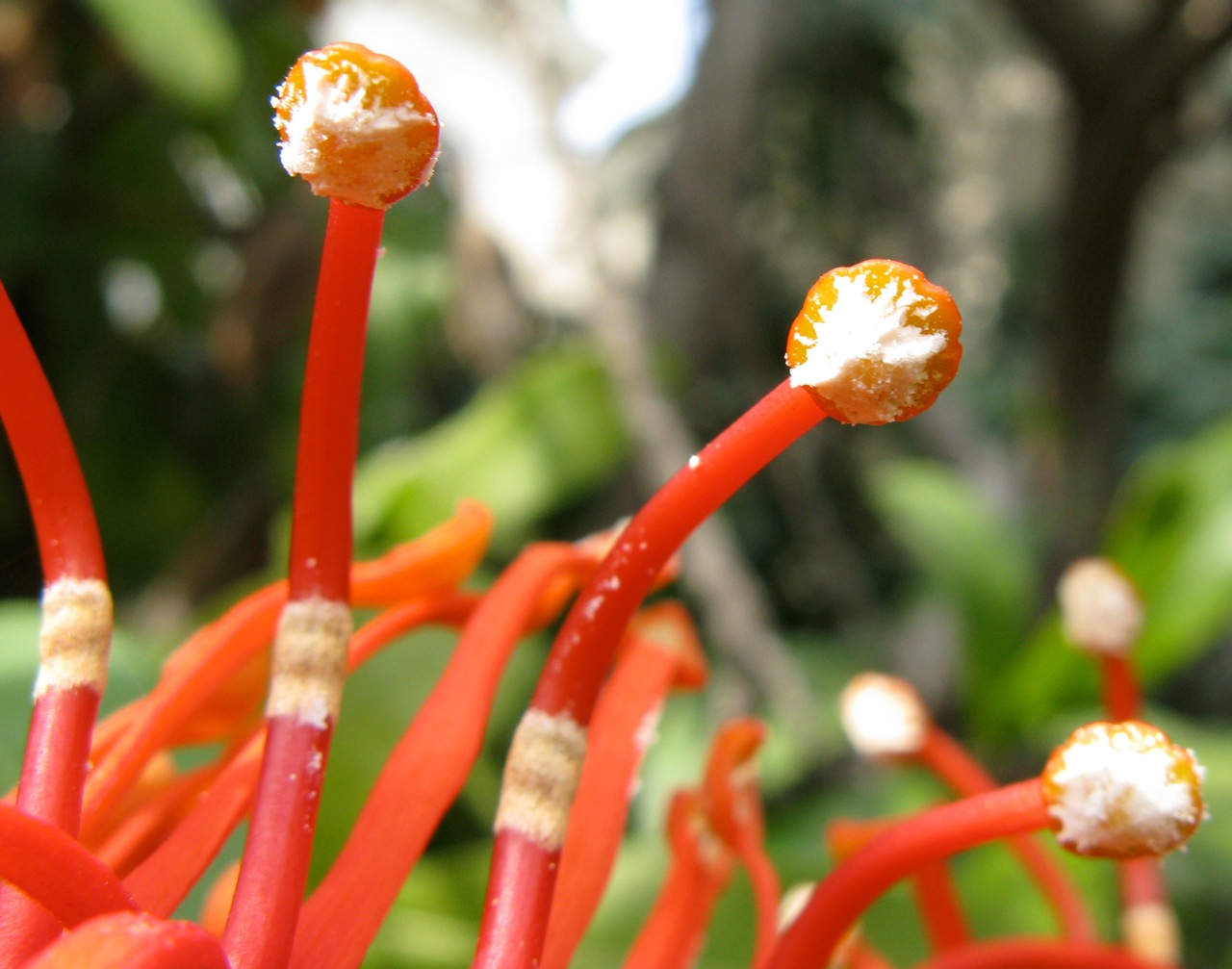
Pollen am Pollenpresenter
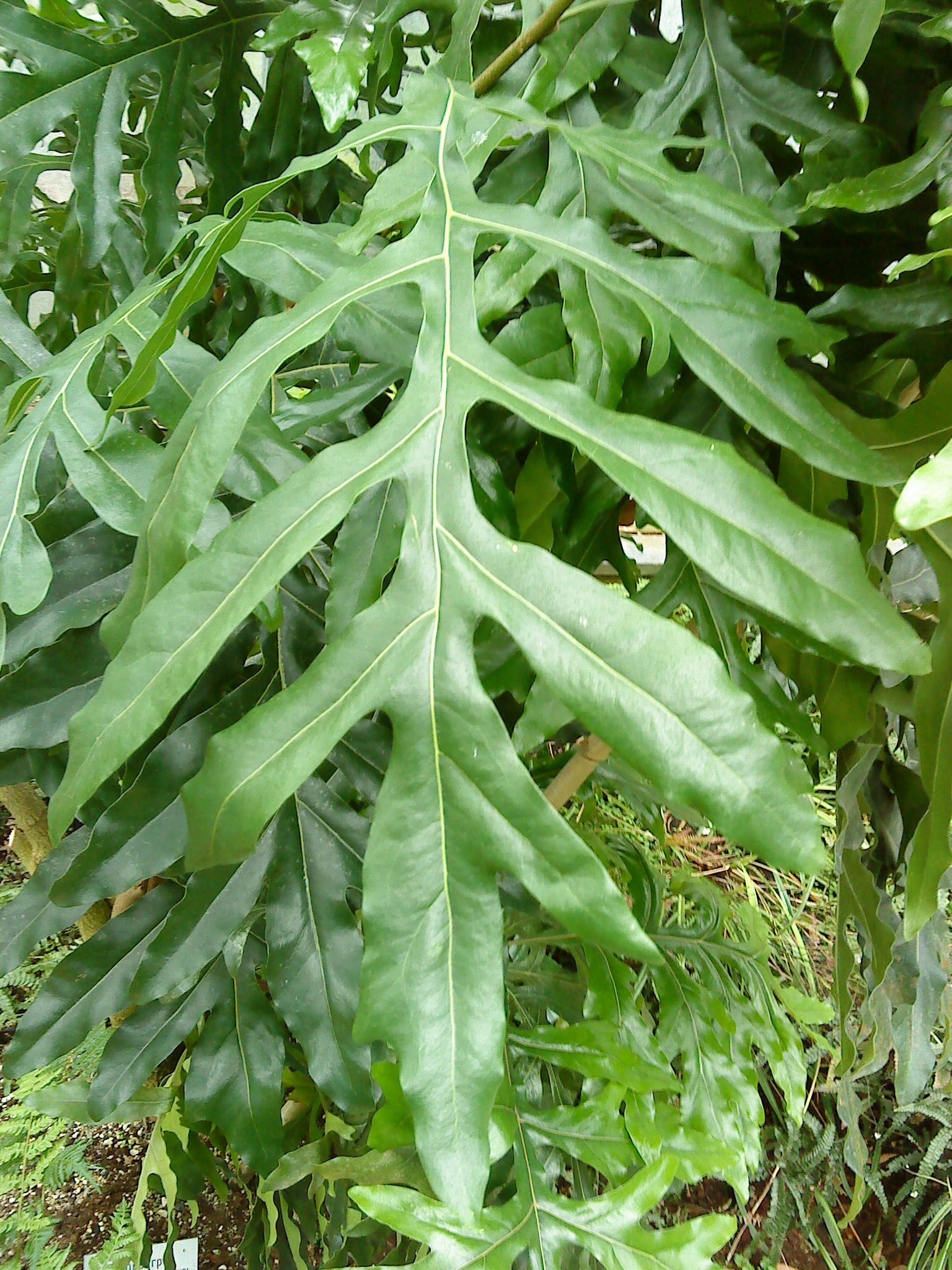
Junges Blatt des Feuerradbaumes
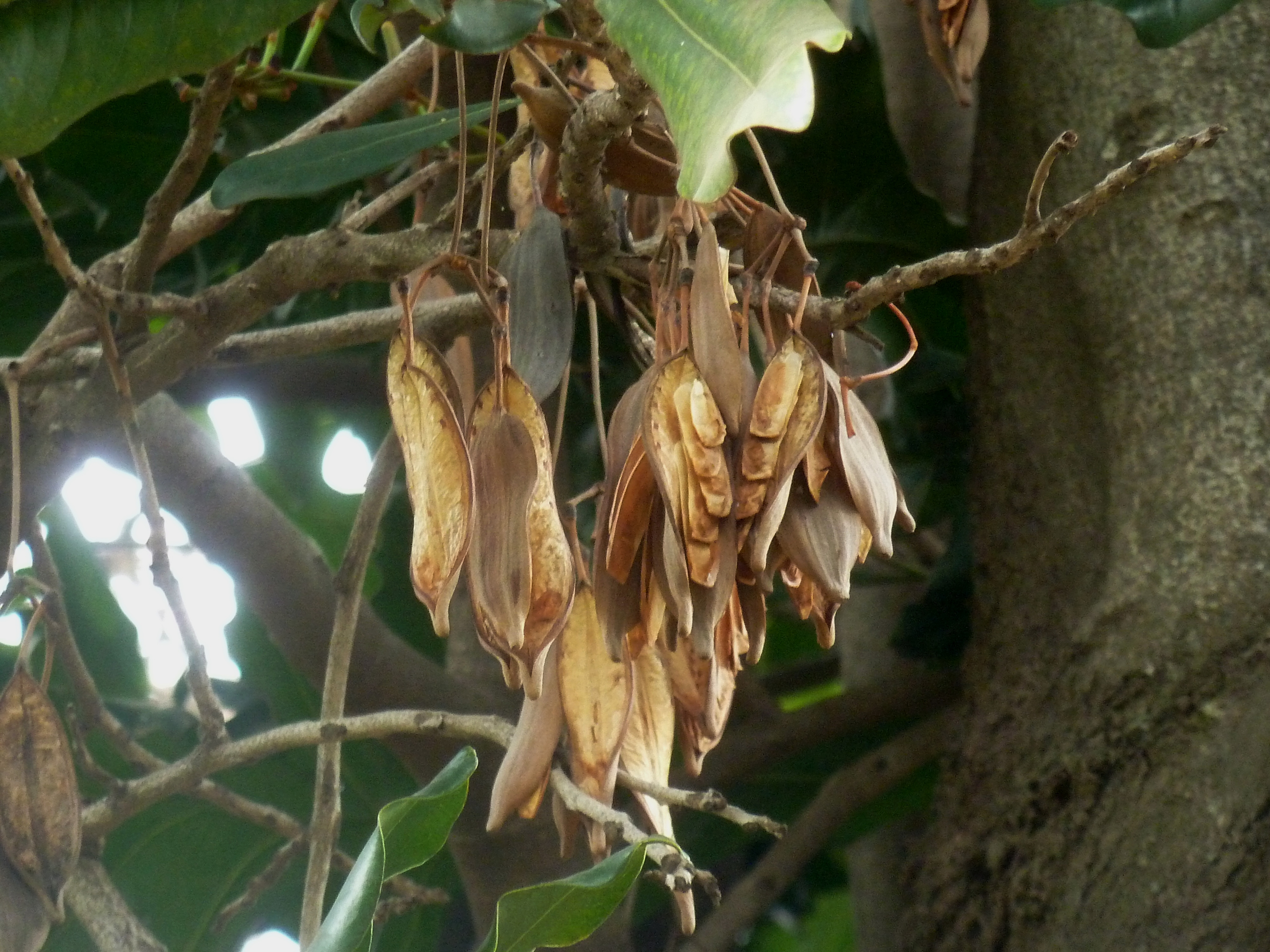
Fruchtstand

## Verbreitung
Das natürliche Verbreitungsgebiet des Feuerradbaumes sind die Regenwälder im Osten Australiens, im nordöstlichen New South Wales und östlichen Queensland.

## Systematik
Die gültige Erstveröffentlichung erfolgte 1848 unter dem Namen Stenocarpus sinuatus durch den österreichischen Botaniker Stephan Ladislaus Endlicher in Genera Plantarum, Suppl. 4(2), S. 88. Endlicher bezog sich auf eine frühere Beschreibung unter dem Namen Agnostus sinuata A.Cunn. ex Loudon in Loudon’s Hortus Britannicus. A catalogue …, Suppl. 1, 1832, S. 580, die jedoch nie gültig veröffentlicht wurde und damit kein offizielles Basionym darstellt.

## Verwendung
Das schöne und beständige, mittelschwere Holz ist recht hart. Der Feuerradbaum wird auch als Ziergehölz genutzt.